# والي وليامز
والي وليامز (بالإنجليزية: Wally Williams)‏ هو لاعب كرة قدم أمريكية أمريكي، ولد في 20 فبراير 1971 في تالاهاسي في الولايات المتحدة.

## وصلات خارجية
- والي وليامز على موقع مرجع كرة القدم المحترفة.كوم (الإنجليزية)